# قطع الغضروف الحلقي
قطع الغضروف الحلقي أو استئصال الغضروف الحلقي أو خزع الغضروف الحلقي (بالإنجليزية: Cricoidectomy)‏ 
هو الاستئصال الجراحي للغضروف الحلقي. يمكن إجراء العملية في كثير من الأحيان تحت التخدير الموضعي ويمكن أن يكون جزئياً أو كلياً.
قد يكون الإجراء ضروريًا كعلاج للشفط الرئوي ولمنع تقدم ذات الرئة الشفطي لأن الغضروف الحلقي هو أضيق جزء من القصبة الهوائية وهي أيضًا نقطة شائعة للانسداد أو التضيق.